# Madeleine Amstutz
Madeleine Amstutz (* 10. März 1979) ist eine Schweizer Politikerin (parteilos; zuvor SVP/Bürgerliche Stadt- und Landliste). 
Amstutz gehört seit 2014 dem Grossen Rat des Kantons Bern an. Von 2016 bis 2020 präsidierte sie dort die SVP-Fraktion. Zudem war sie Gemeindepräsidentin von Sigriswil – ein Amt, das damals vorwiegend repräsentative Funktionen umfasste.
Im Rahmen ihrer Berichterstattung zum Geschäftsbericht 2019 der Gemeinde Sigriswil warf die kommunale Geschäftsprüfungskommission Amstutz vor, im Zusammenhang mit Spesen teilweise ihre Kompetenzen überschritten zu haben. Aufgrund dieses Berichts nominierte die Mitgliederversammlung der SVP Sigriswil sie nicht für die Gemeinderatswahlen im gleichen Jahr. Amstutz gründete hierauf mit ihren Anhängern eine eigene Ortspartei (ursprünglich «SVP 2020 Sigriswil», dann «Neue Sigriswiler Volkspartei»), welche jedoch von der Kantonalpartei der SVP nicht anerkannt wurde. Auf deren Liste wurde sie als Gemeinderätin gewählt, verlor jedoch das Gemeindepräsidium.  Auch wenn sich diese Ortspartei bald wieder auflöste, versuchte die SVP Amstutz wegen parteischädigenden Verhaltens auszuschliessen, der Antrag scheiterte jedoch knapp an der hierfür nötigen Zweidrittelmehrheit.
Am 24. August 2021 nominierte die regionale SVP Amstutz nicht mehr für die Wiederwahl in den Grossen Rat. Sie kandidierte darauf bei den Grossratswahlen 2022  auf ihrer eigenen «Bürgerlichen Stadt- und Landliste» (BSL). Diese Liste erreichte im Wahlkreis Thun 5,1 % der Stimmen, was für Amstutz’ Wiederwahl reichte. Die SVP-Fraktion (deren Präsidentin Amstutz einst gewesen war) lehnte ihre Aufnahme in die SVP-Fraktion deutlich ab, weshalb sie seit Juni 2022 fraktionslos ist.
2023 lehnte es die Delegiertenversammlung der SVP Kanton Bern ab, Amstutz für die Nationalratswahlen 2023 zu nominieren. Infolgedessen bildete Amstutz für die National- und Ständeratswahlen vom 22. Oktober 2023 erneut eine «Bürgerliche Stadt- und Landliste». Um ihre Wahlchancen zu erhöhen, schloss sie dabei eine Listenverbindung mit der rechtschristlichen Eidgenössisch-Demokratischen Union sowie mit Listen von Corona-Massnahmengegnern (Aufrecht, Mass-Voll) ab.
Im November 2023 erfolgte Amstutz' Parteiausschluss bei der SVP. Indes wurde am 11. Dezember 2023 bekannt, dass die Geschäftsleitung der SVP des Kantons Bern entschieden hat, Amstutz aus der Partei auszuschliessen.
Auf der Website des Grossen Rats des Kantons Bern ist sie aktuell als "parteilos" und "fraktionslos" aufgeführt.